# Girolamo Torquati
Girolamo Torquati (Marino, 24 settembre 1828 – Marino, 23 aprile 1897) è stato uno storico, archeologo, e politico italiano.

## Vita
Nato a Marino il 24 settembre 1828 da Francesco, originario di Monte Porzio Catone, fu allievo del Collegio dei PP. Dottrinari e divenne farmacista.
Tuttavia si occupò soprattutto di studi storici e geologici sull'intera area dei Castelli Romani. Fu consigliere comunale d'ispirazione cattolica dopo l'Unità d'Italia.
Sposò Serafina Ingami, con cui ebbe 9 figli, alcuni dei quali morti prematuramente.
Fu soprattutto archeologo: a lui si devono, tra l'altro, studi del sito di Prato della Corte, ai piedi del Monte Cavo (l'antico Mons Albanus), già pacificamente identificato con il Caput Aquae Ferentinum, in cui il Torquati sostiene essersi trovato il Lucus Ferentinum, cioè il luogo d'adunanza della Lega Latina, la cui individuazione è ancora discussa. Del Torquati si conserva un manoscritto in cui, dopo la perdita dei reperti, si trova l'unica traccia di alcuni pezzi (e segnatamente di alcune iscrizioni) emerse dagli scavi archeologici effettuati nel sito di Bovillae .
S'interessò anche di filologia dantesca.
Morì il 23 aprile 1897, all'età di 69 anni. A Torquati sono intitolate una strada e una biblioteca di interesse locale, ubicata a fianco del percorso museale nello storico Palazzo Colonna progettato da Antonio da Sangallo il Giovane.

## L’"Origine della lingua italiana"
Oltre alla storia e all'archeologia Torquati coltivò studi linguistici. Nel 1886 pubblicò l'Origine della lingua italiana: «L'ampio studio sostiene che il volgare parlato a Roma nel Medioevo, continuatore, con poche modifiche, del dialetto usato dal volgo laziale nel sec. I a. C., corrisponde all'attuale dialetto marinese». Nonostante l'arditezza di questa tesi, oggi non più condivisibile (ma, dati gli strumenti a sua disposizione e i metodi euristici allora più diffusi in Italia, del tutto rispettabile all'epoca), mantiene intatto anzitutto il suo valore storico, indicativo di quella temperie degli studi linguistici in Italia, ma anche, e soprattutto, il suo valore documentario. Infatti l'opera di Torquati è costituita nella sua quasi interezza da un'accurata analisi del dialetto marinese ai tempi dell'autore, in comparazione con quello romanesco di prima fase (cioè medievale), e corredata da un ampio repertorio lessicale.
Il dialetto di Marino, quantitativamente poco rilevante (aveva ed ha alcune migliaia di parlanti), possiede invece una sua significativa rilevanza dal punto di vista qualitativo al fine dell'inquadramento geostorico dei dialetti mediani di area laziale. I due principali fasci di isoglosse in area italo-romanza sono la linea La Spezia-Rimini (che separa i dialetti settentrionali da quelli centro-meridionali) e la linea Roma-Ancona «che divide l'Italia centrale dall'Italia meridionale». Questa linea, che definisce la struttura linguistica dell'Italia, passa proprio per i Castelli Romani, dove subisce uno sfrangiamento, data la grande varietà linguistica offerta dai loro dialetti, che non costituiscono affatto delle variazioni di un unico dialetto, infatti l'area dialettologica dei Colli Albani «si trova alla confluenza di almeno quattro zone dialettali abbastanza ben delineate: una zona vicina al tipo sabino, che vi insiste da nordest; l'area ciociara, a sudest; la meridionale tirrenica, coi dialetti della costa fino a Nettuno; infine, la romanesca» le cui influenze sono state variamente assimilate e rielaborate dalle singole comunità, dando vita a dialetti talvolta notevolmente distanti tra loro. Non a caso il «grande dialettologo italiano» Clemente Merlo affermava su «la Zeitschrift für romanische Philologie, la più autorevole rivista di filologia romanza» a proposito dei dialetti della campagna romana che essi costituiscono una «miniera d'oro».
In questa situazione, il dialetto marinese, quale si ricava dall’Origine della lingua italiana di Girolamo Torquati (1886), assume una rilevanza se possibile ancor maggiore poiché tra la fine dell'Ottocento e l'inizio del Novecento, con l'esplosione demografica ed economica di Roma, nuova capitale dell'Italia unita, l'influenza del romanesco ha cominciato a scompaginare gli originali equilibri dei dialetti dei Castelli Romani, che «vanno gradatamente inclinando verso il romanesco». L'opera di Torquati è l'unica registrazione affidabile di una realtà altrimenti non più attingibile. Non è quindi un caso che essa venga utilmente adoperata ancora oggi in lavori dialettologici di circolazione internazionale come Die Toskanisierung des römischen Dialekts im 15. und 16. Jahrhundert del linguista tedesco Gerhard Ernst oppure il Lexikon der Romanistischen Linguistik.

## Opere principali
- Studi storico-critici di Girolamo Torquati sulla vita e sulle gesta di Flavio Claudio Giuliano, soprannominato l'apostata, 325 pagine, Roma 1878.[20]
- La Chiesa Cattolica fonte e guarentigia di ogni vera libertà, 42 pagine, Roma 1881;
- Origine della lingua italiana: dall'attuale dialetto del volgo laziale al dialetto del popolo romano nel secolo XIII e da quest'ultimo dialetto a quello della plebe latina nell'età della Repubblica e dell'Impero. Investigazioni filologiche del cav. Girolamo Torquati, 400 pagine, Roma 1886.[21]
- Commento del cav. Girolamo Torquati al primo verso del Canto VII dell'Inferno della Divina Commedia di Dante Alighieri, 30 pagine, Roma 1893;
- Studi storico-archeologici sulla città e sul territorio di Marino ordinati in tre volumi per Girolamo Torquati, (di questo manoscritto è stato edito a Marino nel 1987 per i tipi della Tipografica Renzo Palozzi il 1° volume, contenente gli studi su Bovillae; gli altri due volumi sono inediti);
- Il luogo della pugna e de' Sepolcri degli Orazi e de' Curiazi. Investigazioni storiche del cav. Girolamo Torquati, manoscritto 1897.
- La distruzione della villa di Voconio Pollione a Marino, Marino, Biblioteca di interesse locale "G. Torquati", 1987 (contiene dati autobiografici)